# Borgeous
Borgeous (officieel: BORGEOUS) is een pseudoniem voor John Borger, een Amerikaanse dj en muziekproducent in de genres electro en house.
Borger is geboren in Miami, Florida. Borgeous had in Nederland een Top 40-hit met Tsunami, samen met dj DVBBS. Verder is hij de auteur van de songs Invincible, Stampede en Wildfire. Borgeous heeft een platencontract bij Spinnin' Records en Doorn Records.

## Discografie

### Albums
- Borgeous - 13 (2016) [Geousus(Armada)]

### Singles
- Borgeous - GANGSTEROUS (2013)
- DVBBS & Borgeous - Tsunami (2013) [Doorn]
- Borgeous - From Cali With Love (2013)
- Borgeous - Rags To Riches (2013)
- Dimitri Vegas & Like Mike vs DVBBS & Borgeous - Stampede (2013) [Spinnin']
- Borgeous - Invincible (2014) [Spinnin']
- DVBBS & Borgeous ft. Tinie Tempah - Tsunami (Jump) (2014) [Doorn]
- Borgeous - Celebration (2014) [Spinnin']
- Borgeous - Wildfire (2014) [Doorn]
- Thomas Gold & Borgeous - Beast (2014) [Spinnin']
- Borgeous - Breathe (2014) [Doorn]
- Borgeous & Tony Junior - Break The House (2014) [Spinnin']
- Borgeous, Dzeko & Torres - Tutankhamon (2014) [Musical Freedom]
- Borgeous ft. Whoo Kid, Waka Flocka & Wiz Khalifa - Toast (2014)
- Borgeous & Shaun Frank ft. Delaney Jane - This Could Be Love (2014) [Spinnin']
- Borgeous - They Don't Know Us (2015) [Spinnin']
- Borgeous & David Solano - Big Bang (2015 Life In Colour Anthem) [Doorn]
- Borgeous ft. Lights - Zero Gravity (2015) [Spinnin']
- Borgeous & Mike Hawkins - Lovestruck (2015) [Spinnin']
- Borgeous & Ryos - Machi (2015) [Spinnin']
- Borgeous ft. M. Bronx - Souls (2015) [Spinnin']
- Borgeous - Sins (2015) [Spinnin']
- Borgeous & Zaeden - Yesterday (2015) [Spinnin']
- Borgeous, Rvssian & M.R.I ft. Sean Paul - Ride It (2016) [Geousus(Armada)]
- Borgeous & tyDi - Wanna Lose You (2016) [Geousus(Armada)]

### Remixen & Edits
- Rihanna - Pour It Up (The Cataracs & Borgeous Remix) (2013)
- Ciara - Goodies (Borgeous Remix) (2013)
- Dimitri Vegas & Like Mike, DVBBS & Borgeous vs. Krewella, Frankie Sanchez & Lookas - Stampede Alive (Borgeous Edit) (2014)
- Hardwell & W&W vs. Corey Hart - Jumper Sunglasses At Night (Borgeous Edit) (2014)
- Afrojack ft. Wrabel - Ten Feet Tall (Borgeous Remix) (2014)
- Olly James vs. Justice - We Are Tangela (Borgeous Edit) (2014)
- Dirty Heads - My Sweet Summer (Borgeous Remix) (2014)
- Lights - Up We Go (Borgeous Remix) (2014)
- K Theory - Night Lights (Borgeous Remix) (2015)
- Morgan Page ft. The Oddictions And Britt Daley - Running Wild (Borgeous Remix) (2015)

## Hitlijsten

### Singles
| Single met eventuele hitnotering(en) in de Nederlandse Top 40 | Datum van verschijnen | Datum van binnenkomst | Hoogste positie | Aantal weken | Opmerkingen                            |
| ------------------------------------------------------------- | --------------------- | --------------------- | --------------- | ------------ | -------------------------------------- |
| Tsunami                                                       | 2013                  | 21-09-2013            | 1(4wk)          | 27           | met DVBBS / Nr. 1 in de Single Top 100 |
| Invincible                                                    | 2014                  | 19-04-2014            | tip12           | -            |                                        |

| Single met hitnotering(en) in de Vlaamse Ultratop 50 | Datum van verschijnen | Datum van binnenkomst | Hoogste positie | Aantal weken | Opmerkingen                           |
| ---------------------------------------------------- | --------------------- | --------------------- | --------------- | ------------ | ------------------------------------- |
| Tsunami                                              | 2013                  | 14-09-2013            | 1(1wk)          | 29           | met DVBBS                             |
| Stampede                                             | 2013                  | 14-12-2013            | 30              | 2            | met Dimitri Vegas & Like Mike & DVBBS |
| Invincible                                           | 2014                  | 25-01-2014            | tip53*          |              |                                       |
| Lovestruck                                           | 2015                  | 07-08-2015            | *               |              |                                       |